# Prai Paha
Prai Paha is een bestuurslaag in het regentschap Oost-Soemba van de provincie Oost-Nusa Tenggara, Indonesië. Prai Paha telt 1436 inwoners (volkstelling 2010).